# سيريل رامافوزا
ماتاميلا سيريل رامافوزا (بالإنجليزية: Matamela Cyril Ramaphosa)‏ (من مواليد 17 نوفمبر 1952)، سياسي من جنوب إفريقيا، عمل كرئيس لجنوب إفريقيا منذ عام 2018 ورئيسًا للمؤتمر الوطني الأفريقي منذ عام 2017. كان رامافوزا سابقًا ناشطًا مناهضًا للفصل العنصري وزعيمًا نقابيًا ورجل أعمال، كما شغل منصب نائب للرئيس جاكوب زوما ورئيسًا للجنة التخطيط الوطنية من 2014 إلى 2018.
عُين ليكون مفاوضًا واستراتيجيًا ماهرًا وعمل كرئيس مفاوضي لحزب المؤتمر الوطني الأفريقي أثناء انتقال جنوب إفريقيا إلى الديمقراطية. أسس رامافوزا أكبر وأقوى نقابة عمالية في البلاد، والمسماة بالاتحاد الوطني لعمال المناجم. لقد لعب دورًا حاسمًا، رفقة رولف مير من الحزب الوطني، خلال المفاوضات لتحقيق نهاية سلمية للفصل العنصري (الأبارتايد) وتوجيه البلاد نحو أول انتخابات ديمقراطية كاملة في أبريل 1994. كان رامافوزا اختيار نيلسون مانديلا لمنصب رئيس البلاد المستقبلي. عُرف رامافوزا كرجل أعمال، وتقدر ثروته الصافية بأكثر من 6.4 مليار راند (450 مليون دولار) اعتبارًا من 2018، مع 31 عقارًا وملكية بارزة سابقًا في شركات مثل ماكدونالدز جنوب إفريقيا، بالإضافة إلى كونه رئيس مجلس إدارة إم تي إن جروب وعضو مجلس إدارة لونمينو.
شغل رامافوزا منصب نائب رئيس جنوب إفريقيا من 2014 إلى 2018. انتُخب لاحقًا رئيسًا للمؤتمر الوطني الأفريقي في ديسمبر 2017. يعد رامافوزا الرئيس السابق للجنة التخطيط الوطنية، المسؤولة عن التخطيط الاستراتيجي لمستقبل البلاد، بهدف تجمع جنوب إفريقيا «حول مجموعة مشتركة من الأهداف والأولويات للحفاظ على التنمية على المدى الطويل». أصبح رئيسًا لجنوب إفريقيا بدون انتخابات عامة، بعد استقالة جاكوب زوما. انتخبت الجمعية الوطنية رامافوزا رئيسا لولايته الأولى الكاملة في 22 مايو بعد فوز حزب المؤتمر الوطني الأفريقي في الانتخابات العامة لجنوب إفريقيا لعام 2019. بدأ رامافوزا في عام 2020 في العمل كرئيس للاتحاد الأفريقي.
في 19 ديسمبر 2022، أُعلن أن المؤتمر الوطني الخامس والخمسين لحزب المؤتمر الوطني الأفريقي قد انتخب رامافوزا لولاية ثانية كرئيس لحزب المؤتمر الوطني الأفريقي.
في 14 يونيو 2024، انتخبت الجمعية الوطنية لجنوب أفريقيا رامافوزا لولاية ثانية كرئيس لجنوب أفريقيا.

## أولى سنوات حياته
وُلد رامافوزا في سويتو، جوهانسبرغ، في 17 نوفمبر 1952، لوالدين تابعين لشعب الفاندا. التحق بمدرسة تشيليدزي الابتدائية ومدرسة سيكانو نتوان الثانوية في سويتو. في عام 1971، التحق بمدرسة مفافولي الثانوية في سيباسا، فاندا حيث انتُخب رئيسًا لحركة الطلاب المسيحيين. ثم سجل بعد ذلك لدراسة القانون بجامعة تورفلوب الشمالية في مقاطعة ليمبوبو عام 1972.
انخرط رامافوزا أثناء وجوده في الجامعة في السياسة الطلابية وانضم إلى منظمة طلاب جنوب إفريقيا واتفاقية الشعوب السوداء. أدى ذلك إلى احتجازه في الحبس الانفرادي لمدة أحد عشر شهرًا في عام 1974 بموجب المادة 6 من قانون الإرهاب لعام 1967، بسبب تنظيمه تجمعات مؤيدة لفرليمو. في عام 1976، اعتُقل مرة أخرى بعد الاضطرابات في سويتو، واحتجز لمدة ستة أشهر في ساحة جون فورستر بموجب قانون الإرهاب. بعد إطلاق سراحه، أصبح كاتبًا قانونيًا في مكتب محاماة في جوهانسبرغ واستمر في دراساته القانونية عن طريق مراسلة جامعة جنوب إفريقيا، حيث حصل على شهادة البكالوريوس في 1981.

## ناشط سياسي وزعيم نقابي
بعد الانتهاء من دراسته للقانون وحصوله على شهادته، انضم رامافوزا إلى مجلس نقابات جنوب إفريقيا كمستشار في القسم القانوني. في عام 1982، طلب المجلس الوطني للنقابات العمالية من رامافوزا إنشاء نقابة لعمال المناجم؛ أُطلق هذا الاتحاد الجديد في نفس العام وسُمي بالاتحاد الوطني لعمال المناجم. أُلقي القبض على رامافوزا في ليبوا بتهمة التنظيم أو التخطيط للمشاركة في اجتماع في ناماكغال المحظور من قبل القاضي المحلي.

## محاربة الفصل العنصري
في أغسطس 1982، قررت CUSA تشكيل الاتحاد الوطني لعمال المناجم (NUM)، وفي ديسمبر أصبح رامافوزا سكرتيرها الأول. كان رامافوزا منظم المؤتمر في الاستعدادات التي أدت إلى تشكيل مؤتمر اتحاد عمال جنوب إفريقيا (COSATU). ألقى كلمة رئيسية في تجمع إطلاق Cosatu في ديربان في ديسمبر 1985 وفي مارس 1986 كان جزءًا من وفد COSATU الذي التقى المؤتمر الوطني الأفريقي في لوساكا، زامبيا.

## الحياة الشخصية
تزوج رامافوزا عام 1978 من هوبي رامافوزا حتى 1989 وأنجب منها ولدًا، وفي عام 1991 تزوج من سيدة الأعمال المتوفاة نومازيزي متشوتشيسا حتى عام 1993، وفي عام 1996، تزوج من تشيبو موتسيبي، وهي طبيبة وأخت ملياردير التعدين الجنوب أفريقي باتريس موتسيبي.
يمتلك قصرًا فاخرًا عند سفح رأس الأسد في كيب تاون، بالإضافة إعلانه إمتلاك 30 عقارًا آخر. وفي عام 2018، قدر موقع Investing.com صافي ثروته بـ 6.4 مليار راند (450 مليون دولار). وهو يجيد عدة لغات، ومعروف باستخدام مجموعة متنوعة من لغات جنوب إفريقيا عند إلقاء خطاباته.

## مناصب
تولى منصب رئيس جنوب أفريقيا، وعضو الجمعية الوطنية لجنوب أفريقيا.
تولى سابقاً منصب رئيس الاتحاد الأفريقي من 10 فبراير 2020 وحتى 6 فبراير 2021.

## جوائز
حصل على جوائز منها:
- جائزة أولوف بالمه (1987).

| المناصب السياسية | المناصب السياسية                       | المناصب السياسية |
| ---------------- | -------------------------------------- | ---------------- |
| سبقه جاكوب زوما  | رئيس جنوب أفريقيا (5) 15 فبراير 2018 - | تبعه             |

## روابط خارجية
- سيريل رامافوزا على موقع IMDb (الإنجليزية)
- سيريل رامافوزا على موقع الموسوعة البريطانية (الإنجليزية)
- سيريل رامافوزا على موقع مونزينجر (الألمانية)